# Encarte
Un encarte es una hoja o conjunto de hojas publicitarias que se insertan en una revista o periódico. El encarte es un recurso publicitario que se fundamenta en sobresalir del resto de la publicación por medio del uso de un formato diferente. Desde que se publican revistas electrónicas en Internet también se habla de encartes electrónicos.

## En publicaciones impresas
El encarte puede constituir una publicación dentro de otra si se concibe como folleto o revista publicitaria con varias páginas. También puede consistir en una hoja suelta o formar parte de la revista o periódico si tan solo cambia el formato y material y se incluye grapado al mismo. Muchos encartes se diseñan en cartón o cartulina para maximizar su impacto publicitario y en ocasiones se aprovechan para incluir muestras de producto (muy habitual en el sector de perfumería y cosmética). En cualquier caso, su función es la de llamar la atención del lector, al que le resalta al pasar las páginas, por lo que tiene una tarifa más cara que la de un anuncio tradicional.

## Encarte electrónico
En revistas electrónicas también se habla de encarte cuando la publicación añade un elemento electrónico suplementario junto al número publicado. Por ejemplo, la revista electrónica Troll_2.0, título bajo el que se publica la segunda época de la revista Troll, incluye un encarte en formato electrónico con cada número mensualmente publicado. Troll_2.0 ofrece de este modo cada uno de los antiguos números de Troll (publicados entre 1986 y 1990) bajo la forma de un archivo escaneado en PDF, encarte ofrecido junto a cada uno de sus números mensuales.